# Михайловский сельский совет (Харьковская область)
Михайловский сельский совет — входит в состав 
Первомайского района Харьковской области
Украины.
Административный центр сельского совета находится в 
селе Михайловка.

## История
- 1920 — дата образования.

## Населённые пункты совета
- село Михайловка
- село Берестки
- село Сумцы